# Daniel F. Tiemann

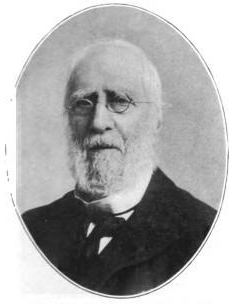
Daniel F. Tiemann

Daniel Fawcett Tiemann (* 9. Januar 1805; † 29. Juni 1899) war ein US-amerikanischer Politiker. Zwischen 1858 und 1860 war er Bürgermeister von New York City.

## Werdegang
Daniel Tiemann besuchte eine Privatschule und absolvierte dann bis 1824 eine Lehre in einer Apotheke. In jenem Jahr begann er für die Firma seines Vaters, die D.F. Tiemann & Company Paint & Color Works, zu arbeiten. Diese stellte unter anderem Farben her. Seit 1826 war Tiemann Teilhaber des Unternehmens. In dieser Branche stieg er zu einem wohlhabenden Industriellen auf.

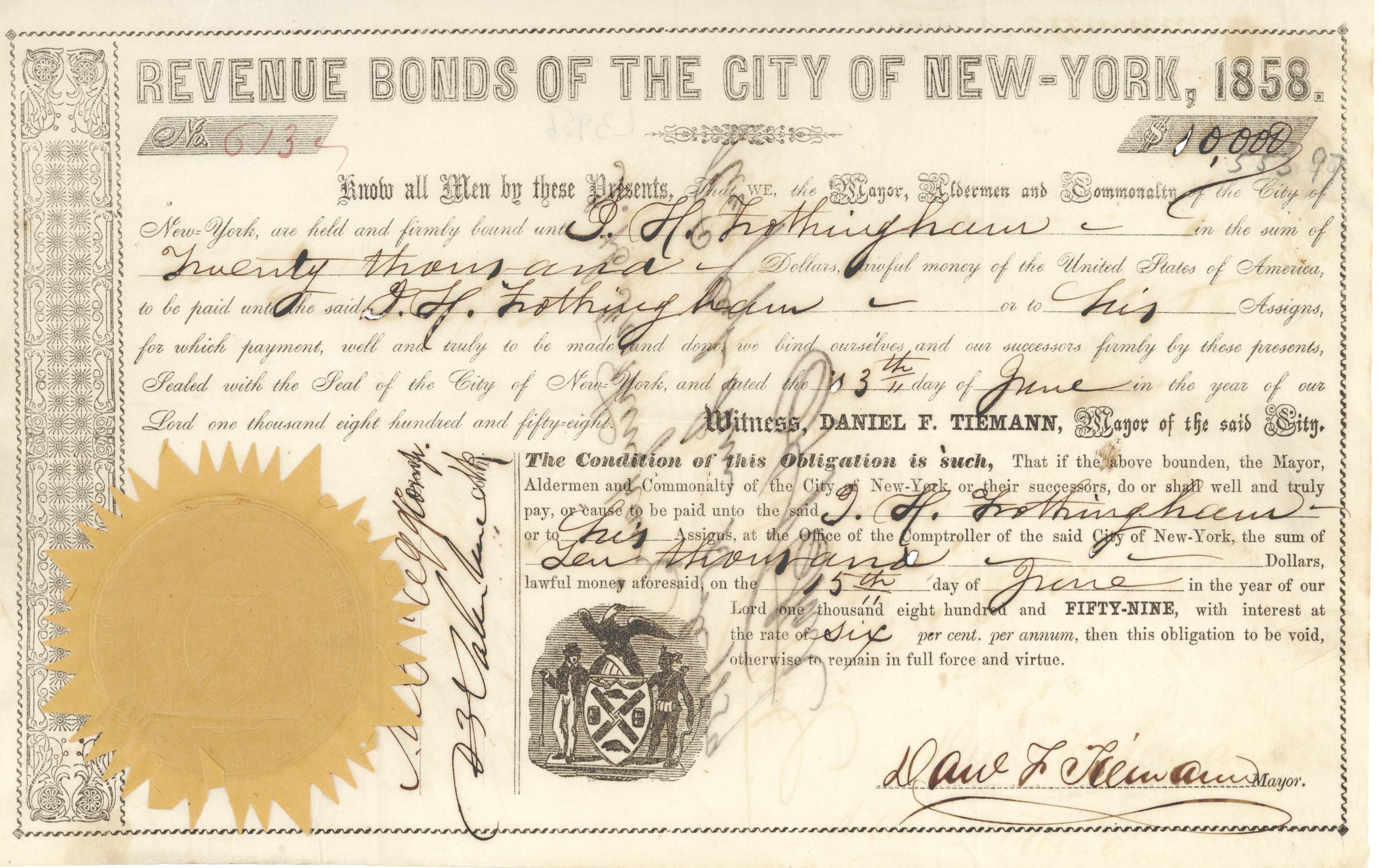
Revenue Bond der Stadt New York vom 3. Juni 1858, signiert von Bürgermeister Daniel F. Tiemann

1858 wurde Tiemann als Kandidat einer Koalition aus der Peoples Union, der Know-Nothing Party und der Demokratischen Partei zum Bürgermeister von New York gewählt. Dieses Amt bekleidete er zwischen 1858 und 1860. Die Wahlen des Jahres 1858 waren außerplanmäßig. Eigentlich wäre die Amtszeit von Tiemanns Vorgänger Fernando Wood noch ein weiteres Jahr gelaufen. Allerdings kam es zu Unruhen vor allem wegen der damals korrupten Polizeitruppen und dem Gangsterwesen der Stadt. Da Wood dieses Problem nicht unter Kontrolle bekam, wurde seine Amtszeit von der Staatslegislative um ein Jahr verkürzt. Tiemann hatte nun die Aufgabe, sich diesen Problemen zu stellen. Es ist in den Quellen aber nicht erwähnt, inwieweit er dabei erfolgreich war. In den Jahren 1872 und 1873 saß Tiemann im Senat von New York.
Seit 1826 war er mit Martha Clowes verheiratet, mit der er sechs Kinder hatte. Seine Frau war die Nichte des Industriellen und Erfinders Peter Cooper. Daniel Tiemann starb am 29. Juni 1899.